# Редхилски дукат
Редхилски дукат (лат. Aloeides egerides, енгл. Red Hill copper) је врста инсекта из реда лептира (Lepidoptera) и породице плаваца (Lycaenidae). 

## Распрострањење
Ареал врсте је ограничен на једну државу. Јужноафричка Република је једино познато природно станиште врсте.

## Угроженост
Ова врста се не сматра угроженом од изумирања.